# Ludvig Hanssøn Munthe
Ludvig Hanssøn Munthe, född den 2 augusti 1593 i Tikøb på Själland, död den 12 mars 1649 i Bergen, var en dansk biskop i Norge. Han var kusin till biskop Arnold de Fine och stamfar till den norska Munthesläkten.
Efter att ha förlorat båda sina föräldrar i pesten 1601 blev Munthe uppfostrad hos släktingar och immatrikulerades som student vid Köpenhamns universitet 1613. År 1616 tog han baccalaureusgraden och samma år blev han anställd vid skolan i Lund. Efter att han mot slutet av 1616 hade lämnat denna post och efter att han som informator och huslärare för Otte Lindenovs söner hade gjort två utlandsresor tillsammans med dessa, blev Munthe 1624 kyrkoherde i Borgeby i Skåne. Mellan sina båda utlandsresor hade han tagit magistergraden (1619).
Efter att Munthe 1634 hade blivit dansk hovpredikant hos Kristian IV, utnämnde denne honom den 25 oktober 1636 till biskop i Bergen. Han vigdes till detta ämbete av Själlands biskop, Jesper Brochmand. Som biskop i Bergen verkade Munthe med kraft och duglighet. Han var en framstående predikant och en nitkär skolman, som med iver tog sig an både stiftets latinskola och folkets kristliga upplysning. Vad gäller det sistnämnda fortsatte Munthe på den inslagna vägen, i det att efter att allmogen i hans stift, tack vare hans företrädare Niels Paaskes energiska verksamhet, hade kommit så långt att de unga hade lärt sig Luthers lilla katekes utantill, tog han sig före att författa en förklaring över denna för att underlätta stoffets tillägnande och en djupare förståelse av det bland ungdomen. Denna Munthes katekesförklaring, som utkom i Köpenhamn 1644 under titeln Guds Ords første Alfabet, och som ånyo utgavs 1864 av Carl Paul Caspari, är skriven helt i ortodoxins anda. Till Munthes eftermäle hör att hans dotterdotterson Ludvig Holberg säger om honom att han kan räknas bland Norges patriarker.